# Blacqueville
Blacqueville è un comune francese di 597 abitanti situato nel dipartimento della Senna Marittima nella regione della Normandia.

## Società

### Evoluzione demografica
Abitanti censiti